# Sportklub Austria Klagenfurt 2022-2023
Questa voce raccoglie le informazioni riguardanti lo Sportklub Austria Klagenfurt nelle competizioni ufficiali della stagione 2022-2023.

## Stagione
Nella stagione 2022-2023 l'Austria Klagenfurt, allenato da Peter Pacult, concluse il campionato di Bundesliga al 6º posto. In ÖFB-Cup l'Austria Klagenfurt fu eliminato ai quarti di finale dal LASK.

## Rosa
| N. |                        | Ruolo | Calciatore            |
| -- | ---------------------- | ----- | --------------------- |
| 1  | Austria (bandiera)     | P     | Marco Knaller         |
| 2  | Paesi Bassi (bandiera) | D     | Solomon Bonnah        |
| 5  | Austria (bandiera)     | D     | Michael Blauensteiner |
| 6  | Uruguay (bandiera)     | D     | Maximiliano Moreira   |
| 7  | Austria (bandiera)     | C     | Florian Jaritz        |
| 8  | Grecia (bandiera)      | D     | Kosmas Gkezos         |
| 9  | Germania (bandiera)    | C     | Sinan Karweina        |
| 11 | Stati Uniti (bandiera) | A     | Sebastian Soto        |
| 13 | Germania (bandiera)    | P     | Phillip Menzel        |
| 14 | Austria (bandiera)     | C     | Christopher Cvetko    |
| 16 | Austria (bandiera)     | A     | Nicolas Binder        |
| 17 | Italia (bandiera)      | D     | Simon Straudi         |
| 18 | Germania (bandiera)    | C     | Moritz Berg           |
| 19 | Scozia (bandiera)      | C     | Andy Irving           |
| 20 | Germania (bandiera)    | C     | Rico Benatelli        |

| N. |                     | Ruolo | Calciatore             |
| -- | ------------------- | ----- | ---------------------- |
| 21 | Austria (bandiera)  | C     | Vesel Demaku           |
| 23 | Austria (bandiera)  | C     | Florian Rieder         |
| 24 | Austria (bandiera)  | C     | Christopher Wernitznig |
| 26 | Austria (bandiera)  | D     | Alexander Killar       |
| 28 | Austria (bandiera)  | C     | Emilian Metu           |
| 30 | Austria (bandiera)  | P     | David Puntigam         |
| 31 | Austria (bandiera)  | D     | Thorsten Mahrer        |
| 33 | Germania (bandiera) | D     | Till Schumacher        |
| 35 | Germania (bandiera) | C     | Alexander Fuchs        |
| 37 | Austria (bandiera)  | D     | Nicolas Wimmer         |
| 39 | Germania (bandiera) | A     | Jonas Arweiler         |
| 44 | Austria (bandiera)  | P     | Marcel Köstenbauer     |
| 47 | Austria (bandiera)  | D     | Hubert Griesebner      |
| 70 | Austria (bandiera)  | C     | Fabian Miesenböck      |
|    | Canada (bandiera)   | C     | Matthew Durrans        |

## Organigramma societario
Area tecnica
- Allenatore: Peter Pacult
- Allenatore in seconda: Martin Lassnig
- Preparatore dei portieri: Alexander Kunze
- Preparatori atletici: Bernhard Sussitz, Filip Kujundzic

## Calciomercato

### Sessione estiva
| Acquisti | Acquisti               | Acquisti                                   | Acquisti |
| R.       | Nome                   | da                                         | Modalità |
| -------- | ---------------------- | ------------------------------------------ | -------- |
| D        | Solomon Bonnah         | RB Lipsia                                  |          |
| C        | Emilian Metu           | Bayern Monaco II                           |          |
| A        | Sebastian Soto         | Norwich City                               |          |
| C        | Rico Benatelli         | St. Pauli                                  |          |
| A        | Jonas Arweiler         | Almere City                                |          |
| C        | Sinan Karweina         | ?                                          |          |
| D        | Simon Straudi          | Werder Brema                               |          |
| C        | Moritz Berg            | {{Calcio 1. FC Magdeburg [A-Junioren]\|N}} |          |
| C        | Matthew Durrans        | Pipinsried                                 |          |
| D        | Nikola Đorić           | Rad Belgrado                               |          |
| C        | Andy Irving            | Türkgücü                                   |          |
| D        | Alexander Killar       | Spittal/Drau                               |          |
| P        | Marco Knaller          | Wacker Innsbruck                           |          |
| C        | Christopher Wernitznig | Wolfsberger                                |          |

| Cessioni | Cessioni               | Cessioni          | Cessioni |
| R.       | Nome                   | a                 | Modalità |
| -------- | ---------------------- | ----------------- | -------- |
| A        | Patrick Hasenhüttl     | Oldenburg         |          |
| A        | Lukas Fridrikas        | Austria Lustenau  |          |
| C        | Turgay Gemicibasi      | Kasımpaşa         |          |
| D        | Ivan Šaravanja         | Akritas Chlōrakas |          |
| A        | Alex Timossi Andersson | Bayern Monaco II  |          |
| D        | Florian Freissegger    | Leoben            |          |
| C        | Patrick Greil          | Rapid Vienna      |          |
| P        | Marcel Köstenbauer     | Viktoria Berlino  |          |
| A        | Tim Maciejewski        | Union Berlino     |          |
| P        | Lennart Moser          | Eupen             |          |
| A        | Darijo Pecirep         | Stripfing         |          |

### Sessione invernale
| Acquisti | Acquisti       | Acquisti        | Acquisti |
| R.       | Nome           | da              | Modalità |
| -------- | -------------- | --------------- | -------- |
| A        | Nicolas Binder | Rapid Vienna II |          |
| C        | Vesel Demaku   | Sturm Graz      |          |

| Cessioni | Cessioni       | Cessioni         | Cessioni |
| R.       | Nome           | a                | Modalità |
| -------- | -------------- | ---------------- | -------- |
| A        | Markus Pink    | Shanghai Haigang |          |
| P        | Shaoziyang Liu | Bayern Monaco II |          |
| D        | Nikola Đorić   | Sebenico         |          |
| C        | Fabio Markelic | Viktoria Berlino |          |

## Risultati

### Bundesliga

#### Girone di andata
| Arbitro: | Lechner |

|                                         |           |          |
| Nakamura 14’ Goiginger 29’ Ljubičić 49’ | Marcatori | 89’ Pink |

| Arbitro: | Schüttengruber |

|  |           |                        |
|  | Marcatori | 67’ (rig.) Burgstaller |

| Arbitro: | Jäger |

|               |           |                                |
| Prica 8’, 12’ | Marcatori | 90’ Arweiler 90’ (rig.) Wimmer |

| Arbitro: | Weinberger |

|              |           |  |
| Arweiler 73’ | Marcatori |  |

| Arbitro: | Spurny |

|                         |           |  |
| Fernando 51’ Okafor 67’ | Marcatori |  |

| Arbitro: | Hameter |

|                                      |           |                                    |
| Pink 2’ Rieder 46’ Irving 87’ (rig.) | Marcatori | 45’ Braunöder 53’ Ranftl 76’ Keles |

| Arbitro: | Altmann |

|                                           |           |                                     |
| Baribo 9’ Schifferl 28’ Vergos 85’ (rig.) | Marcatori | 17’ Wimmer 36’, 60’ Pink 68’ Cvetko |

| Arbitro: | Schüttengruber |

|  |           |                       |
|  | Marcatori | 68’ Ljubić 90’ Emegha |

| Arbitro: | Weinberger |

|            |           |                               |
| Tibidi 39’ | Marcatori | 45’, 51’, 78’ Pink 90’ Bonnah |

| Arbitro: | Heiß |

|                             |           |                                        |
| Tadić 16’ (rig.) Kriwak 56’ | Marcatori | 3’ Rieder 45’ Wimmer 90’ (rig.) Irving |

| Arbitro: | Ebner |

|                 |           |            |
| Gkezos 15’, 64’ | Marcatori | 87’ Schmid |

#### Girone di ritorno
| Arbitro: | Weinberger |

|              |           |                                |
| Arweiler 63’ | Marcatori | 15’, 72’ Ljubičić 78’ Nakamura |

| Arbitro: | Muckenhammer |

|  |           |         |
|  | Marcatori | 6’ Pink |

| Arbitro: | Schüttengruber |

|               |           |                                     |
| Pink 44’, 76’ | Marcatori | 2’ Sabitzer 42’ Ranacher 90’ Müller |

| Arbitro: | Hameter |

|                        |           |               |
| Chabbi 30’, 78’ (rig.) | Marcatori | 51’, 74’ Pink |

| Arbitro: | Ciochirca |

|  |           |           |
|  | Marcatori | 55’ Šeško |

| Arbitro: | Schüttengruber |

|                              |           |            |
| Tabaković 32’, 49’ Keles 90’ | Marcatori | 78’ Mahrer |

| Arbitro: | Gishamer |

|  |           |                            |
|  | Marcatori | 25’ Malone 31’, 44’ Baribo |

| Arbitro: | Kijas |

|                 |           |                                 |
| Affengruber 11’ | Marcatori | 13’ (aut.) Affengruber 54’ Pink |

| Arbitro: | Weinberger |

|                          |           |  |
| Rieder 13’, 26’ Pink 33’ | Marcatori |  |

| Arbitro: | Jäger |

|         |           |  |
| Pink 9’ | Marcatori |  |

| Arbitro: | Gishamer |

|                                                      |           |                            |
| Mahrer 26’ (aut.) Diaby 45’ Cheukoua 90’ Gedikli 90’ | Marcatori | 34’ (rig.) Irving 90’ Pink |

### Poule scudetto

#### Girone di andata
| Arbitro: | Pfister |

|  |           |                                       |
|  | Marcatori | 16’ Gloukh 64’ (rig.) Šeško 70’ Adamu |

| Arbitro: | Schüttengruber |

|                                    |           |          |
| Burgstaller 4’ Strunz 70’ Kühn 90’ | Marcatori | 59’ Soto |

| Arbitro: | Spurny |

|  |           |                            |
|  | Marcatori | 63’ Horvat 90’ Gazibegović |

| Arbitro: | Ebner |

|            |           |                        |
| Gruber 53’ | Marcatori | 48’, 90’ (rig.) Gkezos |

| Arbitro: | Harkam |

|                                       |           |  |
| Ziereis 51’ Žulj 71’, 77’ Flecker 86’ | Marcatori |  |

#### Girone di ritorno
| Arbitro: | Sadikovski |

|                   |           |              |
| Irving 25’ (rig.) | Marcatori | 66’ Mustapha |

| Arbitro: | Schüttengruber |

|                                                    |           |                   |
| Schnegg 6’ Sarkaria 8’, 60’ (rig.) Affengruber 68’ | Marcatori | 14’ Blauensteiner |

| Arbitro: | Jäger |

|            |           |           |
| Jaritz 90’ | Marcatori | 79’ Jukić |

| Arbitro: | Ciochirca |

|                          |           |                               |
| Šeško 48’ Adamu 62’, 74’ | Marcatori | 10’ Moreira 38’ (rig.) Irving |

| Arbitro: | Gishamer |

|                                   |           |            |
| Karweina 59’ Sollbauer 72’ (aut.) | Marcatori | 70’ Druijf |

### ÖFB-Cup
| Arbitro: | Jäger |

|           |           |                                                                                        |
| Huber 20’ | Marcatori | 2’ Wernitznig 18’, 22’ Cvetko 25’ Mahrer 52’ Pink 80’ Karweina 84’ Arweiler 86’ Rieder |

| Arbitro: | Talic |

|  |           |                                                                  |
|  | Marcatori | 2’ Cvetko 30’ Rieder 32’ Irving 58’ Karweina 90’ (rig.) Arweiler |

| Arbitro: | Altmann |

|             |           |                       |
| Peixoto 39’ | Marcatori | 18’ Wimmer 82’ Cvetko |

| Arbitro: | Ciochirca |

|          |           |  |
| Žulj 50’ | Marcatori |  |

## Statistiche

### Statistiche di squadra
| Competizione   | Punti | In casa | In casa | In casa | In casa | In casa | In casa | In trasferta | In trasferta | In trasferta | In trasferta | In trasferta | In trasferta | Totale | Totale | Totale | Totale | Totale | Totale | DR  |
| Competizione   | Punti | G       | V       | N       | P       | Gf      | Gs      | G            | V            | N            | P            | Gf           | Gs           | G      | V      | N      | P      | Gf     | Gs     | DR  |
| -------------- | ----- | ------- | ------- | ------- | ------- | ------- | ------- | ------------ | ------------ | ------------ | ------------ | ------------ | ------------ | ------ | ------ | ------ | ------ | ------ | ------ | --- |
| Bundesliga     | 30    | 11      | 4       | 1       | 6       | 13      | 17      | 11           | 5            | 2            | 4            | 22           | 23           | 22     | 9      | 3      | 10     | 35     | 40     | -5  |
| Poule scudetto | -     | 5       | 1       | 2       | 2       | 4       | 8       | 5            | 1            | 0            | 4            | 6            | 15           | 10     | 2      | 2      | 6      | 10     | 23     | -13 |
| ÖFB-Cup        | -     | 0       | 0       | 0       | 0       | 0       | 0       | 4            | 3            | 0            | 1            | 15           | 3            | 4      | 3      | 0      | 1      | 15     | 3      | +12 |
| Totale         | 30    | 16      | 5       | 3       | 8       | 17      | 25      | 20           | 9            | 2            | 9            | 43           | 41           | 36     | 14     | 5      | 17     | 60     | 66     | -6  |

### Andamento in campionato
| Giornata  | 1  | 2  | 3  | 4 | 5 | 6  | 7 | 8 | 9 | 10 | 11 | 12 | 13 | 14 | 15 | 16 | 17 | 18 | 19 | 20 | 21 | 22 |
| --------- | -- | -- | -- | - | - | -- | - | - | - | -- | -- | -- | -- | -- | -- | -- | -- | -- | -- | -- | -- | -- |
| Luogo     | T  | C  | T  | C | T | C  | T | C | T | T  | C  | C  | T  | C  | T  | C  | T  | C  | T  | C  | C  | T  |
| Risultato | P  | P  | N  | V | P | N  | V | P | V | V  | V  | P  | V  | P  | N  | P  | P  | P  | V  | V  | V  | P  |
| Posizione | 10 | 11 | 11 | 7 | 8 | 10 | 6 | 9 | 9 | 6  | 5  | 5  | 4  | 5  | 6  | 6  | 7  | 7  | 7  | 7  | 5  | 6  |

Legenda:

Luogo: C = Casa; T = Trasferta. Risultato: V = Vittoria; N = Pareggio; P = Sconfitta.

### Statistiche dei giocatori
| Giocatore        | ÖFB-Cup  | ÖFB-Cup | ÖFB-Cup     | ÖFB-Cup    | Bundesliga | Bundesliga | Bundesliga  | Bundesliga | Totale   | Totale | Totale      | Totale     |
| Giocatore        | Presenze | Reti    | Ammonizioni | Espulsioni | Presenze   | Reti       | Ammonizioni | Espulsioni | Presenze | Reti   | Ammonizioni | Espulsioni |
| ---------------- | -------- | ------- | ----------- | ---------- | ---------- | ---------- | ----------- | ---------- | -------- | ------ | ----------- | ---------- |
| J. Arweiler      | 3        | 2       | 0           | 0          | 16         | 3          | 0           | 0          | 19       | 5      | 0           | 0          |
| R. Benatelli     | 2        | 0       | 0           | 0          | 15         | 0          | 3           | 0          | 17       | 0      | 3           | 0          |
| M. Berg          | 0        | 0       | 0           | 0          | 0          | 0          | 0           | 0          | 0        | 0      | 0           | 0          |
| N. Binder        | 1        | 0       | 0           | 0          | 5          | 0          | 0           | 0          | 6        | 0      | 0           | 0          |
| M. Blauensteiner | 2        | 0       | 0           | 0          | 7          | 0          | 1           | 0          | 9        | 0      | 1           | 0          |
| S. Bonnah        | 0        | 0       | 0           | 0          | 6          | 1          | 0           | 0          | 6        | 1      | 0           | 0          |
| C. Cvetko        | 4        | 4       | 0           | 0          | 22         | 1          | 2           | 0          | 26       | 5      | 2           | 0          |
| V. Demaku        | 1        | 0       | 0           | 0          | 5          | 0          | 0           | 0          | 6        | 0      | 0           | 0          |
| M. Durrans       | 0        | 0       | 0           | 0          | 0          | 0          | 0           | 0          | 0        | 0      | 0           | 0          |
| L. Fridrikas     | 1        | 0       | 0           | 0          | 0          | 0          | 0           | 0          | 1        | 0      | 0           | 0          |
| A. Fuchs         | 0        | 0       | 0           | 0          | 0          | 0          | 0           | 0          | 0        | 0      | 0           | 0          |
| K. Gkezos        | 4        | 0       | 0           | 0          | 19         | 2          | 3           | 0          | 23       | 2      | 3           | 0          |
| H. Griesebner    | 0        | 0       | 0           | 0          | 0          | 0          | 0           | 0          | 0        | 0      | 0           | 0          |
| A. Irving        | 3        | 1       | 0           | 0          | 22         | 3          | 5           | 0          | 25       | 4      | 5           | 0          |
| F. Jaritz        | 1        | 0       | 0           | 0          | 8          | 0          | 1           | 0          | 9        | 0      | 1           | 0          |
| S. Karweina      | 3        | 2       | 0           | 0          | 17         | 0          | 1           | 0          | 20       | 2      | 1           | 0          |
| A. Killar        | 0        | 0       | 0           | 0          | 0          | 0          | 0           | 0          | 0        | 0      | 0           | 0          |
| M. Knaller       | 3        | 0       | 0           | 0          | 2          | 0          | 0           | 0          | 5        | 0      | 0           | 0          |
| M. Köstenbauer   | 0        | 0       | 0           | 0          | 0          | 0          | 0           | 0          | 0        | 0      | 0           | 0          |
| S. Liu           | 0        | 0       | 0           | 0          | 0          | 0          | 0           | 0          | 0        | 0      | 0           | 0          |
| T. Mahrer        | 4        | 1       | 1           | 0          | 22         | 1          | 5           | 0          | 26       | 2      | 6           | 0          |
| P. Menzel        | 1        | 0       | 0           | 0          | 20         | 0          | 2           | 0          | 21       | 0      | 2           | 0          |
| E. Metu          | 0        | 0       | 0           | 0          | 1          | 0          | 0           | 0          | 1        | 0      | 0           | 0          |
| F. Miesenböck    | 0        | 0       | 0           | 0          | 1          | 0          | 0           | 0          | 1        | 0      | 0           | 0          |
| M. Moreira       | 4        | 0       | 2           | 0          | 18         | 0          | 2           | 0          | 22       | 0      | 4           | 0          |
| M. Pink          | 3        | 1       | 0           | 0          | 22         | 16         | 3           | 0          | 25       | 17     | 3           | 0          |
| D. Puntigam      | 0        | 0       | 0           | 0          | 0          | 0          | 0           | 0          | 0        | 0      | 0           | 0          |
| F. Rieder        | 3        | 2       | 0           | 0          | 21         | 4          | 4           | 1          | 24       | 6      | 4           | 1          |
| J. Robatsch      | 1        | 0       | 0           | 0          | 0          | 0          | 0           | 0          | 1        | 0      | 0           | 0          |
| T. Schumacher    | 4        | 0       | 0           | 0          | 13         | 0          | 3           | 0          | 17       | 0      | 3           | 0          |
| S. Soto          | 1        | 0       | 0           | 0          | 2          | 0          | 0           | 0          | 3        | 0      | 0           | 0          |
| S. Straudi       | 3        | 0       | 0           | 0          | 11         | 0          | 2           | 0          | 14       | 0      | 2           | 0          |
| C. Wernitznig    | 4        | 1       | 0           | 0          | 21         | 0          | 2           | 0          | 25       | 1      | 2           | 0          |
| N. Wimmer        | 4        | 1       | 0           | 1          | 19         | 3          | 5           | 0          | 23       | 4      | 5           | 1          |
| N. Đorić         | 2        | 0       | 0           | 0          | 12         | 0          | 2           | 0          | 14       | 0      | 2           | 0          |